# Kassa Hajlu
Kassa Hajlu (ur. 1881, zm. 1956) – etiopski polityk i wojskowy, ras.
Był jednym z przywódców zamachu stanu z 1916, w wyniku którego obalono Lij Yasu V. Po jego aresztowaniu (1921) sprawował stały nadzór nad byłym monarchą, uwięzionym w miejscowości Selalie Fyczie. Towarzyszył regentowi Tafari Makonnenowi podczas podróży do Europy (kwiecień-wrzesień 1924). W 1928 stał na czele emisariuszy Makonnena do armii dedżazmacza Balczy Safo. Podczas wojny włosko-etiopskiej (1935-1936) dowodził na froncie północnym. W decydującej dla sytuacji na tym froncie bitwie pod Majczeu (marzec-kwiecień 1936) sprawował dowództwo nad środkową grupą wojsk. W obliczu przegranej wojny postulował opuszczenie kraju przez cesarza i poszukiwanie wsparcia dla sprawy etiopskiej na arenie międzynarodowej. 2 maja 1936 wraz z władcą i szeregiem innych dostojników opuścił Addis Abebę.
Po wyparciu włoskich okupantów z Etiopii w 1941 wchodził w skład Rady Koronnej.